# Paris Masters 2007
Il Paris Masters 2007 (conosciuto anche come BNP Paribas Masters per motivi di sponsorizzazione) è stato un torneo di tennis che si è giocato sul cemento indoor. È stata la 36ª edizione del Paris Masters, che fa parte della categoria ATP Masters Series nell'ambito dell'ATP Tour 2007. Il torneo si è giocato nel Palais omnisports de Paris-Bercy di Parigi in Francia, dal 27 ottobre al 4 novembre 2007.

## Campioni

### Singolare
David Nalbandian ha battuto in finale  Rafael Nadal con il punteggio di 6–4, 6–0.

### Doppio
Bob Bryan /  Mike Bryan hanno battuto in finale  Daniel Nestor /  Nenad Zimonjić con il punteggio di 6–3, 7–6(4).